# Leptotyphlops sylvicolus
Leptotyphlops sylvicolus – endemiczny gatunek węża z rodziny węży nitkowatych (Leptotyphlopidae).
Gatunek ten osiąga długość do 10,5 cm. Ciało w kolorze czarnym.
Teren jego występowania ograniczony jest do lasów nadbrzeżnych w Afryce Południowej, na terytorium RPA w prowincji KwaZulu-Natal i Prowincji Przylądkowej Wschodniej.